# Guerra civil paraguaya de 1922-1923
La guerra civil paraguaya fue un conflicto político y militar que tuvo lugar en Paraguay entre mayo de 1922 y junio de 1923. El conflicto se inició con la sublevación de varios jefes militares del interior del país, apoyados por una facción del Partido Liberal, en ese entonces en el gobierno. Estos rebeldes fueron conocidos como saco mbyky (sacos cortos en guaraní) y eran partidarios del expresidente de la República, Eduardo Schaerer.  Por su parte, los militantes del bando gubernista fueron conocidos como saco puku (sacos largos en guaraní) y eran leales a Manuel Gondra y José P. Guggiari.

## Antecedentes
Manuel Gondra fue electo presidente de la República para el período de 1920 a 1924, en detrimento de su rival dentro del Partido Liberal, el expresidente Eduardo Schaerer, quien se mantenía como presidente del partido que en ese entonces ya se encontraba dividido entre seguidores de uno y otro. Los "saco puku" de ideología más conservadora y tradicionalista apoyaban a Gondra, mientras que los "saco mbyky" estaba constituida por el ala juvenil y más radical del partido y apoyaban a Schaerer. Gondra conformó su gabinete con el coronel Adolfo Chirife, hombre allegado a Schaerer, como ministro de Guerra y Marino. Pronto se harían evidente las diferencias tras las críticas realizadas por el ministro del Interior, José P. Guggiari, al ejército. Esto molestó a Chirife quien exigió al presidente la renuncia de su ministro. En octubre de 1921 se produjo una insurrección del Batallón de Guardia Cárceles, una suerte de policía militarizada, y la Policía, comandadas respectivamente por los schaeristas Donato Alonso y Mario Usher. Gondra ordenó a Chirife la represión de estos levantamientos, pero el último hizo caso omiso de la orden, haciendo que el presidente, viendo la falta de apoyo por parte de las unidades militares, presentara su renuncia al cargo. Asumió el cargo el vicepresidente Félix Paiva, concuñado de Schaerer, que tras aducir no poder conformar gabinete, presentó también su renuncia el 7 de noviembre de 1921.
Tras la renuncia del presidente Félix Paiva, fue designado por el Congreso para ocupar ese cargo el abogado Eusebio Ayala. Esta decisión fue tomada con el fin de lograr una tregua en la puja política entre facciones del Partido Liberal. Ayala debía desempeñar la presidencia de forma provisoria hasta que se llevaran a cabo elecciones donde se elegiría al presidente que completara el período constitucional.
En abril de 1922 se iniciaron las sesiones ordinarias del Congreso y Ayala instó a este órgano a que tomase una decisión respecto a la convocatoria de los comicios, con el fin de regularizar la situación del Poder Ejecutivo. Los gondristas se mostraron inclinados a que fuera confirmado en el puesto Eusebio Ayala; sin embargo, los schaeristas, que ya mostraban signos de descontentos con ciertas medidas tomadas por Ayala, se opusieron a ello y abogaron por la postura del opositor Partido Colorado, de convocar a elecciones de forma inmediata. 
Con votos de los colorados y de los liberales schaeristas, el Congreso sancionó en mayo de 1922 un decreto por el cual se determinó que las elecciones presidenciales fueran realizadas en el mes de julio, y que el presidente electo asumiera el poder 15 de agosto. En ese contexto, la figura del Coronel Adolfo Chirife comenzó a plantearse como uno de los candidatos para dichas elecciones.
Con la ruptura producida en el seno del Partido LIberal, el presidente Ayala resolvió vetar la decisión del Congreso, confiado en que no podría obtenerse la mayoría necesaria de dos tercios de los votos dentro del Congreso para rechazar el veto. La mayoría del Congreso adoptó una resolución donde declaraba el veto anticonstitucional. A pesar de que Ayala había retirado su veto un día antes, ya se había producido el levantamiento de la Segunda y de la Cuarta Zonas Militares.

## Desarrollo de la guerra civil

### Primera ofensiva rebelde
Los conflictos que fueron sucediendo provocó la reacción militar de tres zonas militares amotinadas contra el gobierno del presidente provisional Eusebio Ayala. Dichas zonas eran la de Paraguarí, al mando del coronel Adolfo Chirife, la de Encarnación, al mando del coronel Pedro Mendoza y la de Concepción, bajo las órdenes del teniente coronel Francisco Brizuela. El ejército sublevado al mando del coronel Adolfo Chirife, apoyado por los congresistas colorados y los congresistas liberales liderados por Eduardo Schaerer, se dirigió hacia Asunción, donde la milicia local era compuesta por pocos efectivos. El presidente Eusebio Ayala decretó una movilización en la capital y en los distritos aledaños.
Inicialmente los rebeldes se concentraron en la zona de Paraguarí, en donde se les unieron una gran cantidad de simpatizantes civiles, y demoraron su movilización por dos semanas mientras se llevaban a cabo negociaciones que terminarían siendo inútiles. Luego de un lento avance y tras una parada en  Luque, el 9 de junio los rebeldes alcanzaron las afueras de la capital Asunción, donde fueron detenidos por fuerzas leales al gobierno constituidas por 600 soldados regulares y un número indeterminado de civiles voluntarios. 
A pesar de la serie de feroces y costosos ataques, que tuvieron algún éxito en algunas zonas, los insurgentes fueron expulsados de nuevo hacia Paraguarí el 14 de junio, produciéndose también combates en los distritos de Yaguarón y Pirayú, La moral de los rebeldes quedó seriamente dañada tras el fracaso de lo que habían pensado sería una fácil victoria y que terminó en una derrota que, pese al mayor armamento, fue debida a la inadecuada logística de sus fuerzas, un problema que sería una constante a lo largo del conflicto.

### Acciones aéreas
La aviación militar hizo su aparición, con ambos bandos utilizando fuerza aérea, en su mayoría pilotada por pilotos extranjeros. Las primeras acciones se realizaron el 28 de junio cuando un aeroplano de reconocimiento y bombardeo Armstrong Withworth FK8 del arma aérea del gobierno sobrevoló las posiciones rebeldes en Paraguarí. En este vuelo solo se arrojaron panfletos que intimaban a las tropas rebeldes a desertar y abandonar la revolución. Al ser ignorados, el mismo aparato realizó un bombardeo que no provocó daños.
Cinco días después, la misma aeronave realizó otro ataque lanzando dos bombas a las posiciones rebeldes. La misma misión también detectó tres vagones estacionados sobre las vías del ferrocarril en un punto ubicado entre Cerro León y Pirayú, que se creyó contenían suministros y municiones para los rebeldes. Las aeronaves gubernistas dispararon contra dichos vagones hasta quedarse sin municiones. Sin embargo, dentro de los vagones estaban miembros de la guarnición de Paraguarí que se habían rehusado a unirse a la rebelión y que habían sido hechos prisioneros. 
Tras otra misión que una vez más lanzó folletos entre los rebeldes del 5 de julio, cinco días después otra misión consistente en dos aeronaves se preparó para realizar otro ataque llevando cuatro bombas destinadas a ser arrojadas en los campamentos rebeldes, sin embargo la primera de las aeronaves sufrió desperfectos mecánicos luego de despegar teniendo que volver a aterrizar casi inmediatamente. La otra aeronave continuó con la misión, pero siendo recibida por disparos desde el suelo en la zona de Pirayú y siendo obligado a realizar maniobras evasivas, durante las cuales la aeronave sufrió una explosión tras el ataque estrellándose cerca de las estación del ferrocarril en Pirayú.
Posteriormente se instalaron en Kaí Puente (hoy Coronel Bogado) y desde allí se dirigieron a otras zonas de la región Oriental. Eusebio Ayala, presionado por los acontecimientos, renunció el 7 de abril, y fue sustituido por el doctor Eligio Ayala.

### La contraofensiva gubernista
Luego de haber rechazado a los rebeldes en la capital, el gobierno pudo reorganizar sus fuerzas armados, conformando dos divisiones dirigidas por el mayor José Julián Sánchez y por el capitán José Félix Estigarribia, pasando así a contar con mayor cantidad de efectivos y logística que sus enemigos. De esta manera, comenzar a hacer retroceder a las fuerzas rebeldes a lo largo de la línea del ferrocarril, recuperando los distritos de Pirayú y Yagarón. A pesar de una insignificante victoria en Villa Florida, el coronel Chirife se vio obligado a abandonar su campamento en Paraguarí y retirarse a Villarrica el 14 de julio. 
Las fuerzas leales, bajo el mando del general Manlio Schenoni, continuaron su avance ante la dura resistencia rebelde, logrando tomar Sapucái sin que se realizase ningún disparo el 23 de julio. Al día siguiente, luego de un combate de dos horas, Ybytymí también cae en manos gubernistas, al tiempo que el grueso de las tropas rebeldes se retiran hacia el río Tebicuary-mí.
El 27 de julio, los gubernistas rompen las posiciones rebeldes atrincheradas en Itapé, que así una vez más, se ven obligadas a retirarse siguiendo la línea del ferrocarril hacia Salitre Cué, hoy José Leandro Oviedo que también cayó en poder gubernista el 30 de julio. El 31, las tropas leales al gobierno entran triunfantes en Villarrica.

## Finalización de la guerra civil
El coronel Chirife falleció poco después y fue reemplazado en el mando por el coronel Pedro Mendoza, quien trató de romper el cerco de la capital mediante varios ataques consecutivos. Ambos bandos se enfrentaron tenazmente, y el 10 de julio de 1923 los rebeldes se retiraron derrotados. Cabe destacar que durante esta guerra ambos bandos utilizaron el poder aéreo, pilotos de los rebeldes y el gobierno realizó bombardeos, misiones de reconocimiento y combates.
La particularidad de este acontecimiento histórico radica en que las fuerzas armadas fueron vencidas por un contingente formado mayoritariamente por civiles. Esto permitió poner en marcha un proyecto de renovación política del país en el que la transformación del ejército sería, sin duda una pieza fundamental.

## Consecuencias
La guerra civil interrumpió las clases, paralizó el comercio y mermó sustancialmente la actividad  productiva, el Congreso casi no sesionó al objeto de obstaculizar al Poder Ejecutivo el logro del acuerdo parlamentario para la sanción del estado de sitio y así impedir combatir a la sedición con todas las armas de la Constitución.

## Primer combate aéreo en Paraguay
El 5 de septiembre de 1922, un SVA 5 rebelde sobrevoló el campamento gubernista en Salitre-cué a unos 2.000 metros de altura, descendiendo luego para arrojar algunas bombas. Inmediatamente, un SVA 5 gubernista, piloteado por el teniente Hassett que se encontraba en dicha base, despegó para dar caza al aparato rebelde. Por algunos minutos, se dio el primer duelo aéreo de este conflicto, siendo también el primer combate aéreo en suelo sudamericano. Hassett ametralló varias veces al aparato rebelde, cuyo piloto decidió abandonar el combate, dirigiéndose rápidamente hacia la base rebelde en Cangó. Al día siguiente, alrededor de las 8:30 AM, se presentó otro SVA 5 rebelde sobre Salitre-cué, ametrallando y arrojando bombas; Hassett volvió a despegar y ambos aparatos se trabaron en combate. El piloto rebelde se mostró mucho más decidido que su camarada del día anterior, ametrallando a Hassett, pero sin lograr derribarlo. Hassett, veterano del Royal Flying Corps en la Primera Guerra Mundial, realizó varias maniobras evasivas con su SVA, pudiendo colocarse en ventajosa posición sobre su enemigo, al cual lo ametralló hiriéndolo, por lo que tuvo que abandonar el combate, aterrizando de emergencia en un bosque en las proximidades de Cangó, dañando seriamente al aparato. Así se dio el bautismo de fuego de la incipiente aviación paraguaya.